# Пенаде
Пенаде (рум. Pănade) — село у повіті Алба в Румунії. Входить до складу комуни Синчел.
Село розташоване на відстані 259 км на північний захід від Бухареста, 33 км на північний схід від Алба-Юлії, 67 км на південний схід від Клуж-Напоки, 142 км на північний захід від Брашова.

## Населення
За даними перепису населення 2002 року у селі проживали 713 осіб.
Національний склад населення села:
| Національність | Кількість осіб | Відсоток |
| -------------- | -------------- | -------- |
| румуни         | 704            | 98,7%    |
| угорці         | 8              | 1,1%     |

Рідною мовою назвали:
| Мова      | Кількість осіб | Відсоток |
| --------- | -------------- | -------- |
| румунська | 705            | 98,9%    |
| угорська  | 7              | 1,0%     |